# Hiekkaharju (Vantaa)
Hiekkaharju (en finnois : Sandkulla) est un quartier de Vantaa, une des principales villes de l'agglomération d'Helsinki (Finlande).

## Description
Hiekkaharju, signifiant esker de sable, tient son nom de sa position sur un harju de 60 km de long.

## Transport

### Trains de banlieue

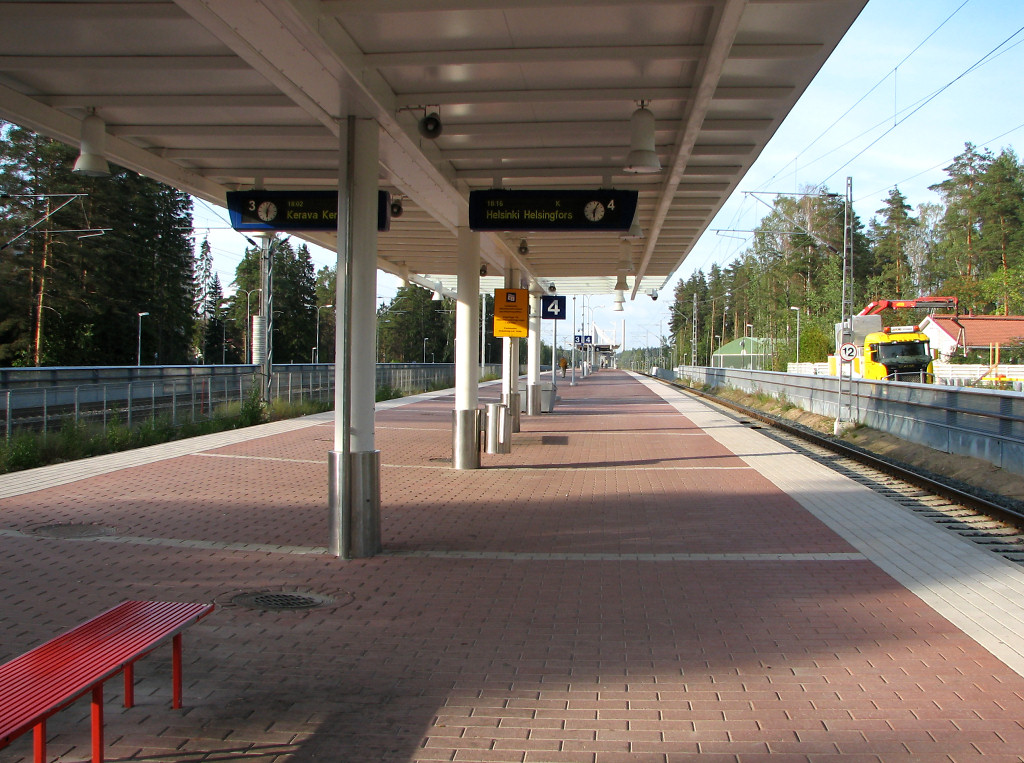
La gare ferroviaire de Hiekkaharju.

La gare de Hiekkaharju est desservie par la ligne d'Helsinki à Kerava et par la Kehärata. 
Depuis la gare de Hiekkaharju, il existe une liaison directe en train de banlieue vers Kerava et Helsinki, et par la Kehärata jusqu'à l'aéroport d'Helsinki-Vantaa ainsi que Länsi-Vantaa et Myyrmäki. 
La gare de Tikkurila est à environ une minute en train. 

### Bus régionaux
En plus des liaisons ferroviaires, la zone est desservie par trois lignes de bus qui desservent, entre autres, Tikkurila, Simonkylä, Havukoski et l'hôpital de Peijas.
| Ligne de bus | Trajet                                                     |  |
| ------------ | ---------------------------------------------------------- |  |
| 619          | Tikkurila – Hiekkaharju – Simonsilta                       |  |
| 625          | Tikkurila – Hiekkaharju – Koivukylä – Peijas – Rekolanmäki |  |
| 735          | Tikkurila – Koivukylä - Korso - Mikkola                    |  |